# Cindie

Mapa de algunas de las ciudades griegas de Caria y de algunas islas del Dodecaneso, donde se aprecia la ubicación de Cindie, al este de Bargilia.

Cindie (en griego antiguo, Κινδύη) fue una antigua ciudad griega de Caria.
Heródoto cita en el libro V de su Historia a Cindie como la patria de Pixódaro, un cario que, en asamblea, propuso que se debía luchar contra los persas de modo que tuvieran el río Meandro a sus espaldas, por lo que al no poder huir, se verían forzados a luchar con mayor valentía de la acostumbrada. Sin embargo, su propuesta fue rechazada.
Cindie perteneció a la Liga de Delos puesto que aparece mencionada en registros de tributos a Atenas entre los años 453/2 y 440/39 a. C.
Estrabón únicamente señala que se encontraba cerca de Bargilia, al igual que un templo de Artemisa Cindiade pero en su época Cindie ya no existía. Polibio también menciona este templo de Artemisa diciendo que, aunque la imagen de la diosa estaba al aire libre, existía entre algunos la creencia de que nunca se mojaba aunque lloviera o nevase.